# لورين بيرسون
لورين بيرسون (بالإنجليزية: Lorraine Pearson)‏ هي مغنية بريطانية، ولدت في 10 أغسطس 1967.

## وصلات خارجية
- لورين بيرسون على موقع IMDb (الإنجليزية)